# Kneebody
Kneebody ist eine US-amerikanische Post-Rock-/Jazz-Band, die als Quintett gegründet wurde; seit 2019 arbeitet sie als Quartett. Musikalisch gilt sie als „unberechenbar.“

## Geschichte
Die Musiker Adam Benjamin, Shane Endsley, Ben Wendel und Kaveh Rastegar kannten sich aus dem Studium an der Eastman School of Music. Nach dem Studium zogen sie nach Kalifornien. Benjamin besuchte dort die CalArts, wo er den Multiinstrumentalisten Nate Wood kennenlernte. Die Band begann in der Temple Bar in Santa Monica aufzutreten und spielte dann regelmäßig in The Vic.
2005 wurde das Debütalbum bei Greenleaf Music veröffentlicht, das für seinen einfallsreichen Instrumentalklang gelobt wurde. Diesen Stil entwickelten sie 2008 auf Low Electrical Worker und 2009 auf Twelve Songs by Charles Ives weiter. Letzteres war eine Koproduktion mit dem Sänger Theo Bleckmann, die zu einer Grammy-Nominierung für das beste Crossover-Album führte. 2010 veröffentlichte das Quintett You Can Have Your Moment, 2013 gefolgt von The Line. Zwei Jahre später schlossen sie sich mit dem Hip-Hop- und Elektronik-Produzenten Daedelus für das gemeinsame Album Kneedelus zusammen. Ihr nächstes Studioalbum, Anti-Hero, erschien 2017 auf Motema. 2019 veröffentlichten sie Chapters mit Gastbeiträgen von Gretchen Parlato, Michael Mayo, Gerald Clayton, Becca Stevens und Josh Dion.

## Stil
Die Gruppe zeichnet sich durch einen progressiven, auf Jazz aufbauenden Klang aus, der aber Rock, Funk und elektronisch beeinflusste Musik integriert. Obwohl jedes Mitglied von Kneebody ein „exzellenter Handwerker“ und ein Jazz-Improvisator ist, verfolgt das Ensemble Allmusic zufolge häufig einen kompositorischen, gruppenorientierten Ansatz für ihre Musik und Alben. Solistische Darbietungen haben in ihrer Musik nur „wenig Platz“, so dass interpretatorisch und kompositorisch die „Ensemble-Leistung“ überzeugt.
Insbesondere auf den Alben Low Electrical Worker (2008), The Line (2013) und Anti-Hero (2017) hat sich Kneebody nach Allmusic von Fusionmusikern der 1970er Jahre, Krautrock-Innovatoren und zeitgenössischen Post-Rock-Bands inspirieren lassen. Nate Chinen zufolge ist die Gruppe aber nicht einordenbar, sondern verfolge einen Eklektizismus, wobei sie ein unübliches Amalgam verschiedener Genres, vom Elektropop über den Punkrock bis zum Hip-Hop mit den Mitteln einer üblichen Jazzistrumentierung darbiete.

## Diskografie

### Alben
- 2005: Kneebody (Greenleaf)
- 2007: Low Electrical Worker (Colortone)
- 2008: Twelve Songs by Charles Ives mit Theo Bleckmann (Winter & Winter)[5]
- 2010: You Can Have Your Moment (Winter & Winter)[3]
- 2013: The Line (Concord)[4]
- 2015: Kneedelus mit Daedelus (Brainfeeder)[6]
- 2017: Anti-Hero (Motema)[7][2]
- 2019: Chapters (Edition)[8]

Livealben
- 2007: Kneebody Live: Volume One
- 2009: Kneebody Live: Volume Two: Live in Italy
- 2011: Kneebody Live: Volume Three: Live in Paris

### EPs
- 2019: By Fire